# 竹田正博
竹田 正博（たけだ まさひろ、1962年? - ）は、日本の政治家。鹿児島県曽於市長（1期）。

## 来歴
鹿児島県曽於市出身。鹿児島県立岩川高等学校卒業後、曽於市役所入庁。曽於市経済課長、農林振興課長、商工観光課長、農政課長などを務める。2025年7月20日投開票の曽於市長選挙に立候補し、現職の五位塚剛を破り初当選した。